# 니코스 마흘라스
니코스 마흘라스(그리스어: Νίκος Μαχλάς, 1973년 6월 16일 ~ )는 그리스의 전직 축구 선수로, 포지션은 스트라이커였다.

## 경력

### 클럽
1990년 OFI 크레타 소속으로 데뷔했으며 1991년 2월에 열린 파니오니오스와의 경기에서 리그 데뷔전을 치렀다. 크레타 소속으로 뛰는 동안 154경기에 출전하면서 48득점을 기록했다. 1996년 네덜란드 에레디비시의 피테서로 이적했다. 첫 시즌에서는 29경기에 출전하는 동안 8득점을 기록할 정도로 좋지 않은 출발을 보였지만 1997-98 시즌에서 32경기에 출전하는 동안 34득점을 기록하면서 득점왕에 올랐고 1998년 유러피언 골든슈를 수상했다. 피테서 소속으로 뛰는 동안 92경기에 출전하여 60득점을 기록했다.
1999년 6월 아약스와 760만 달러의 이적료 계약을 맺고 이적했으며 당시의 이적료는 아약스 역사상 가장 높은 이적료였다. 세 시즌 동안 74경기에 출전하면서 38득점을 기록했는데 이는 아약스 서포터들과 코칭 스태프의 기대에 못 미치는 결과였다. 당시 아약스의 감독이었던 로날트 쿠만이 즐라탄 이브라히모비치를 주전 스트라이커로 기용했기 때문에 선발 출전 기회는 적은 편이었다.
2002-03 시즌에서 스페인의 세비야로 임대 이적했지만 14경기에 출전하면서 2득점을 기록하는 데에 그쳤고 한때 속도 위반 혐의로 벌금을 물게 되자 경찰관에 폭력을 행사한 혐의로 체포되기도 했다. 2003년 7월 아약스와의 계약이 만료되면서 그리스의 이라클리스 테살로니키로 이적했다. 2004년 OFI 크레타로 이적했고 2006년 키프로스의 아포엘로 이적했다. 2008년 5월 17일 키프로스컵 결승전 경기(아포엘은 아노르토시스를 2-0으로 누르고 우승을 차지함)를 끝으로 현역 은퇴했다.

### 국가대표
1993년 그리스 대표팀에 발탁되었으며 같은 해 11월 17일에 열린 러시아와의 1994년 FIFA 월드컵 유럽 지역 예선 경기에서 결승골을 기록했다. 1994년 FIFA 월드컵에서 그리스 대표로 출전했고 아르헨티나, 불가리아, 나이지리아와의 조별 예선 3경기에 선발 출전했지만 단 한 골도 기록하지 못했고 그리스는 조별 예선에서 3전 전패로 탈락하고 만다. 2002년 스웨덴과의 경기를 끝으로 대표팀에서 은퇴했으며 61경기에 출전하여 18득점을 기록했다.

## 성적

### 클럽
아약스
- 에레디비시 1회 우승 (2002)
- KNVB컵 2회 우승 (1999, 2002)

아포엘
- 키프로스 1부 리그 1회 우승 (2007)
- 키프로스컵 1회 우승 (2008)

### 개인
- 1998년 에레디비시 득점왕 수상
- 1998년 유러피언 골든슈 수상

| 이전 데미스 니콜라이디스 | 그리스 국가대표팀 주장 1999 | 다음 마리노스 우주니디스 |